# Sick (The Walking Dead)
Sick é o segundo episódio da terceira temporada da série de televisão The Walking Dead, que foi exibida originalmente na AMC, nos Estados Unidos, em 21 de outubro de 2012.

## Enredo
Depois de amputar a perna direita de Hershel Greene (Scott Wilson), Rick Grimes (Andrew Lincoln) e seu grupo apressam-se a levar Hershel inconsciente até a lanchonete da prisão, com os cinco prisioneiros assistindo, espantados. Carol Peletier (Melissa McBride) e Lori Grimes (Sarah Wayne Callies) socorrem Hershel enquanto Rick, Daryl Dixon (Norman Reedus) e T-Dog (Irone Singleton) confrontam os presos. Rick descobre que os prisioneiros - Tomas, Andrew, Big, Axel e Oscar - foram trancados no refeitório por guardas da prisão, quando o surto de zumbis se iniciou, e foi ali que passaram os últimos dez meses. Os cinco presidiários  não sabem nada do que está acontecendo no mundo afora. Tomas tenta reivindicar direitos sobre a prisão, mas Rick afirma que seu grupo derramou sangue para conquistar o local. Em vez disso, Rick permite que os prisioneiros compartilhem a prisão com seu grupo, desde que não haja interação entre eles, e se oferece para ajudar a limpar um bloco de celas para eles em troca de metade da comida restante no depósito do refeitório. Rick depois afirma para Lori que ele não confia nos prisioneiros e que planeja matá-los.
Junto com Daryl e T-Dog, Rick ensina os prisioneiros a lutar contra os zumbis. Enquanto eles limpam um bloco de celas, Big é atacado por um zumbi e fica com arranhões em suas costas. Andrew exige que Rick salve Big como havia feito com Hershel, mas Rick aponta a localização da ferida e diz que salvá-lo é impossível. Tomas, de repente, executa Big sem piedade, deixando Rick inquieto. Mais tarde, eles veem um bloco infestado de zumbis e Rick esboça um plano para manter uma porta fechada para restringir o fluxo de zumbis que sai do local, dando-lhes uma melhor chance de eliminá-los. Tomas desobedece, abrindo as portas, e o grupo é inundado por zumbis. Durante este acontecimento, Tomas tenta assassinar Rick com seu machado, mas erra, e depois joga um zumbi em cima dele em outra tentativa de assassinato. Quando os zumbis são tratados, Tomas diz a Rick ele estava reagindo instintivamente, mas Rick atinge Tomas na cabeça com seu facão, matando-o. Andrew retalia a atitude de Rick, tentando acertar Rick com um taco de beisebol, mas erra; Andrew foge para o pátio, que está cheio de zumbis, e pede para Rick deixá-lo voltar. Rick fecha a porta do pátio e Andrew é cercado pelos zumbis. Oscar e Axel, ambos inconscientes do que Tomas tinha planejado, rendem-se a Rick e seu grupo; Rick, como prometido, lhes permite permanecer no bloco de celas esvaziado.
Enquanto isso, Glenn Rhee (Steven Yeun) e os outros cuidam de Hershel, preparados para reagir se ele se transformar. Carl Grimes (Chandler Riggs) se arrisca para obter suprimentos médicos na enfermaria e, embora bem-sucedido, é repreendido por Lori. Carol pede a Glenn para ajudá-la a capturar um zumbi fêmea, para que ela pudesse praticar a execução de uma cesariana, já que Hershel pode não ser capaz de ajudar quando Lori entrar em trabalho de parto. Eles não sabem que estão sendo observados de fora da cerca da prisão por uma figura desconhecida. Hershel começa a mostrar sinais de recuperação, e mostra-se consciente após Rick retornar de outro bloco de celas. Mais tarde, Lori tenta iniciar uma conversa íntima com Rick, que simplesmente agradece a ela por ajudar Hershel, e depois friamente vai embora.

## Recepção
O episódio foi bem recebido pela crítica. Zack handlen, do The A.V. Club, deu ao episódio uma nota B+, em uma escala de A a F. Eric Goldman, do IGN, deu ao episódio nota 8,0, de um total de 10 pontos.
Após a sua primeira transmissão, em 21 de Outubro de 2012, Sick foi assistido por um número estimado de 9,55 milhões de espectadores.